# Kamendaka lar
Espèce
Kamendaka lar est une espèce d'insectes hémiptères de la famille des Derbidae, décrite par Ronald Gordon Fennah (sv) en 1956, et observée à Fais, à Sorol, dans les atoll d'Ulithi, de Lamotrek et de Woleai dans les États fédérés de Micronésie.